# التعليم في تونس

مراحل نظام التعليم في تونس

يتم تعميم المدارس في كل جهات الدولة التونسية حتى يكون الجيل الآتي متثقفا وهكذا سيتم تناقص نسب الفقر والجهل وكلما تطور العلم تمت معالجة الكتب المدرسية والبرنامج المدرسي والمواد أيضا.

## المناظرات

### مناظرة السنة السادسة
يقوم التلميذ باجتياز المناظرة من أجل الالتحاق المدارس الإعدادية النموذجية على امتداد ثلاثة أيام
المواد: الإيقاظ العلمي، اللغة الفرنسية، الرياضيات، اللغة العربية، اللغة الإنجليزية

### مناظرة ختم التعليم الأساسي
يجتاز تلامذة المدارس الإعدادية من أجل الالتحاق بالمعاهد النموذجية
المواد: الرياضيات، الإنشاء العربي، علوم الحياة والأرض، اللغة الفرنسية، اللغة الإنجليزية

### مناظرة ختم التعليم التقني
الفرصة الثانية للتلاميذ الّذين يدرسون بالتكوين المهني من أجل الرجوع إلى مقاعد الدراسة فقط ليس إلى المدارس الإعدادية النموذجية
المواد: الإنشاء العربي، الفيزياء، الرياضيات، اللغة الفرنسية، اللغة الإنجليزية

### مناظرة الباكالوريا الأساسية
و هي المناظرة الأكثر أهمّية فهي تحدد مستقبل الناجح

#### شعبتا الرياضيات و العلوم التجريبية
- المواد: التربية الإعلاميّة، الرياضة، الفلسفة، العربيّة، الفرنسية، الإنجليزيّة، الفيزياء و الكيمياء، علوم الحياة و الأرض، الرياضيّات.
- المواد الاختيارية: الرسم، الموسيقى، الألمانية، الإسبانية، الصينية، البرتغالية، التركية، الإيطالية، الروسيّة.

#### شعبة الإعلاميّة
- المواد: الرياضة، الفلسفة، العربيّة، الفرنسية، الإنجليزيّة، الفيزياء و الكيمياء، الرياضيّات، الخوارزميّات و البرمجة، قواعد البيانات.
- المواد الاختيارية: الرسم، الموسيقى، الألمانية، الإسبانية، الصينية، البرتغالية، التركية، الإيطالية، الروسيّة.

#### شعبة العلوم التّقنيّة
- المواد: الرياضة، الفلسفة، العربيّة، الفرنسية، الإنجليزيّة، التربية الإعلاميّة، الفيزياء و الكيمياء، الرياضيّات، التّربية التكنولوجيّة.
- المواد الاختيارية: الرسم، الموسيقى، الألمانية، الإسبانية، الصينية، البرتغالية، التركية، الإيطالية، الروسيّة.

#### شعبة الإقتصاد و التّصرّف
- المواد: الرياضة، الفلسفة، العربيّة، الفرنسية، الإنجليزيّة، التّربية الإعلاميّة، التاريخ و الجفرافيا، الرياضيّات، الإقتصاد، التّصرّف.
- المواد الاختيارية: الرسم، الموسيقى، الألمانية، الإسبانية، الصينية، البرتغالية، التركية، الإيطالية، الروسيّة.

#### شعبة الآداب
- المواد: الرياضة، الفلسفة، العربيّة، الفرنسية، الإنجليزيّة، التاريخ و الجفرافيا،التّفكير الإسلامي، التربية الإعلاميّة.
- المواد الاختيارية: الرسم، الموسيقى، الألمانية، الإسبانية، الصينية، البرتغالية، التركية، الإيطالية، الروسيّة، علوم الحياة و الأرض، الرياضيّات.

#### شعبة الرياضة
- المواد الأساسية في كل الشعب: الفلسفة، اللغة العربية، اللغة الفرنسية، اللغة الإنجليزية، الفيزياءو الكيمياء، الخصائص الرياضية، العلوم البيولوجية
- المواد الاختيارية: الإعلاميّة، التاريخ و الجغرافيا.

### دورة المراقبة لمناظرة البكالوريا
الفرصة الثانية للتلاميذ الحاصلين على معدل بين 7,00 و9,99
- المواد: الفلسفة، التاريخ والجغرافيا، العربية، الفرنسية، الإنجليزية، الرياضيات علوم الحياة والأرض، العلوم الفيزيائية، الاقتصاد، التصرف، الخوارزميات والبرمجة، قواعد البيانات، العلوم البيولوجية، الاختصاص الرياضي.
- ملاحظة: يتم احتساب العدد المتحصل عليه في الرياضة في الدّورة الرّئيسية.

## الزِّي المدرسي
يعد الزِّي المدرسي إلزاميا على كلا الجنسين في المدرسة الابتدائية والإعدادية.

## مراحل التعليم
ينتقل التلميذ للدراسة الثانوية بالمعهد اثر ختمه للتعليم الأساسي والذي يمتد لتسع سنوات (6 سنوات مرحلة ابتدائية و3 سنوات مرحلة إعدادية) تسبقها سنة تحضيرية ويركز أساسا على اللغات والعلوم.

### ما قبل الابتدائي
يدرس الأطفال في رياض الأطفال أو الكتاتيب من سنِّ الثالثة إلى الرابعة ومن ثم يدرس التحضيري في سن الخامسة أين يقوم المروضون تحضيره إلى المدرسة حيث يقوم بدراسة الحروف من دون تعمق والأرقام والألوان ويتم تعليمهم السور القصيرة من القرآن الكريم.

### التعليم الابتدائي
يمتد على 6 سنوات ويدرس التلميذ
| السنة                  | المادة |
| ---------------------- | --- |
| السنة الأولى والثانية  | - الإيقاظ العلمي - الرياضيات - العربية - المطالعة - الرسم - الموسيقى - التربية البدنية - التربية التكنولوجية - التربية الإسلامية - الرياضة                                                                  |
| السنة الثالثة والرابعة | - الإيقاظ العلمي - الرياضيات - العربية - اللغة الفرنسية - الرسم - الموسيقى - التربية التكنولوجية - التربية الإعلامية - التربية البدنية - التربية الإسلامية - المطالعة - الرياضة                             |
| السنة الخامسة          | - الإيقاظ العلمي - الرياضيات - العربية - الفرنسية - الرسم - الموسيقى - التربية التكنولوجية - التربية الإعلامية - التربية البدنية - التاريخ والجغرافيا - التربية المدنية - التربية الإسلامية - الرياضة       |
| السنة السادسة          | - اللغة الإنجليزية - التربية الإعلامية - التربية التكنولوجية - التربية البدنية - التربية الإسلامية - التاريخ والجغرافيا - التربية المدنية - الرياضيات - الإيقاظ العلمي - اللغة الفرنسية - العربية - الرياضة |

### التعليم الإعدادي
يمتد على 3 سنوات
| المادة              | اللغة                                                                                               | الضارب                                 | ساعات الدّراسة في الأسبوع                                                                                 |
| ------------------- | --------------------------------------------------------------------------------------------------- | -------------------------------------- | --- |
| عربية               | العربية                                                                                             | 4                                      | 5 |
| فرنسية              | الفرنسية                                                                                            | 4                                      | 4 مع حصّة نصف شهريّة (تعدّ 5 في المدارس الإعداديّة النموذجيّة)                                                |
| إنقليزية            | الإنقليزية                                                                                          | 1.5 (2 في المدارس الإعدادية النموذجية) | 3 |
| رياضيات             | المسائل بالعربية والأرقام والمعادلات تكتب في الجهة الأخرى (الفرنسية في المدارس الإعدادية النموذجية) | 3                                      | 4(تعدّ 5 في المدارس الإعداديّة النموذجيّة)                                                                  |
| العلوم الفيزيائية   | العربية(الفرنسية في المدارس الإعدادية النموذجية)                                                    | 1 (1.5 في المدارس الإعدادية النموذجية) | 1 مع حصّة نصف شهريّة                                                                                       |
| علوم الحياة والأرض  | العربية (الفرنسية في المدارس الإعدادية النموذجية)                                                   | 1(1.5 في المدارس الإعدادية النموذجية)  | 1 مع حصّة نصف شهريّة                                                                                       |
| تاريخ               | العربية                                                                                             | 1                                      | 1 |
| جغرافيا             | العربية                                                                                             | 1                                      | 1 |
| التّربية التكنولوجيّة | العربية                                                                                             | 1                                      | في السّنة السابعة ساعة ونصف بينما في الثامنة والتاسعة ساعة                                                |
| تربية إسلامية       | العربية                                                                                             | 1                                      | 1 مع حصّة نصف شهريّة                                                                                       |
| تربية مدنية         | العربية                                                                                             | 1                                      | 1 مع حصّة نصف شهريّة                                                                                       |
| تربية بدنية         | | 1                                      | 3 (كانت ساعتين في المدارس الإعداديّة النّموذجيّة، إلى حدود السنة الدراسية 2014-2015 أين أصبحت 3 ساعات أيضا) |
| التّربية المسرحيّة    | العربية و (الفرنسية أحيانا)                                                                         | 1                                      | 1 |
| التّربية الموسيقيّة   | العربية (و للأستاذ الحق في تدريس العديد من الأغاني بلغات مختلفة)                                    | 1                                      | 1 |
| التّربية التّشكيلية   | العربية(أحيانا الفرنسية)                                                                            | 1                                      | 1 |
| التربية الإعلامية   | الفرنسية (بالإنجليزية في المدارس الإعدادية النموذجية)                                               | 1                                      | 1 |

هناك نوعان من المدارس الإعدادية وهما النموذجية والعادية يتميز الذين يدرسون في المدارس الإعدادية النموذجية بدراسة الفيزياء باللغة الفرنسية والإعلامية تدرس بلغة إنجليزية ويتم الدخول إليها عبر إجراء مناظرة السنة سادسة ويتم أخذ عدد معين من التلاميذ الملقبين بالنخبة في كل ولاية إلا ولاية تونس فهي تتكون من مندوبيتان للتربية والتعليم لذلك يتم توجيه التلاميذ إلى أقرب مدرسة إعدادية نموذجية (عددها 5 في إقليم تونس الكبرى) من مقر سكنى التلميذ وبالنظر إلى طاقة استيعاب المدرسة وترتيب التلميذ بين التلاميذ الناجحين. بالنسبة للمدارس الإعدادية النموذجية، يكون الارتقاء مشروطا بتحصّل التلميذ على معدل 13 فما فوق في مجموع المواد التالية: الرياضيات والعربية والفرنسية، أما إن كان المعدل أقل من 13 فيتم إعادة توجيه التلميذ إلى مدرسة إعدادية عادية.

### المدرسة الإعدادية التّقنيّة
تعد المدرسة الإعدادية التقنية الفرصة الثانية للتلاميذ الذين لم يتفوقوا في دراستهم ويتلقون هناك مواد عملية إذ يدرسون النجارة والخياطة والعديد من المواد الأخرى ولكل تلميذ تونسي الحق في إعادة السنة سنتين في الابتدائي وسنتين في التعليم الأساسي والأعدادي أو سنتين في عام واحد أو ثلاث سنوات في المدرسة قبل دخوله التكوين المهني وللطالب الحق في مواصلة دراسته عبر اجتياز مناظرة التعليم التقني ويسمح لهم بالدراسة في المعاهد العادية إذا نجحوا أو يتممو تكوينهم والعمل ومن المواد الّتي يتم اجتيازها في المناظرة وهي الإنشاء العربي والفرنسية والإنجليزية والرياضيات والفيزياء

### التعليم الثانوي
وتعتبر الدراسة الثانوية معبرا للتعليم العالي. ينقسم التعليم الثانوي إلى 4 سنوات:
- السنة الأولى:

يوجد توجيهان في هذه السنة إما توجّه رياضي أو توجّه فنّي أو توجّه تعليمي وتدرس بها المواد التالية:
| المادة             | اللغة      | الضارب |
| ------------------ | ---------- | ------ |
| عربية              | العربية    | 3      |
| فرنسية             | الفرنسية   | 2.5    |
| إنقليزية           | الإنقليزية | 1.5    |
| تاريخ              | العربية    | 1.5    |
| جغرافيا            | العربية    | 1.5    |
| تفكير إسلامي       | العربية    | 1      |
| تربية مدنية        | العربية    | 1      |
| رياضيات            | الفرنسية   | 3      |
| فيزياء/كيمياء      | الفرنسية   | 2.5    |
| علوم الحياة والأرض | الفرنسية   | 1.5    |
| تكنولوجيا          | الفرنسية   | 1      |
| الإعلامية          | الفرنسية   | 2      |
| تربية بدنية        |            | 1,5    |

و تفتقر لوجود المواد الفنّيّة فيها.
- السنة الثانية:

في هذه المرحلة يخول للتلميذ اختيار إحدى هذه المسالك:
- مسلك الأداب
- مسلك الإقتصاد والتصرف
- مسلك العلوم التجريبية
- مسلك الإعلامية
- السنة الثالثة:

في هذه السنة يوجد توجيه ثاني من المسالك إلى الشعب بين
- شعبة الأداب (مسلك آداب)
- شعبة الإقتصاد والتصرف (مسلك اقتصاد وتصرّف)
- شعبة العلوم التجريبية(مسلك علوم تجريبية)
- شعبة الرياضيات(مسلك علوم تجريبية)
- شعبة التقنية(مسلك علوم تجريبية)
- شعبة الإعلامية(مسلك الإعلامية)
- شعبة الرياضة(شعبة تبدأ من السنة الأولى من التّعليم الثانوي)
- شعبة الفنون(شعبة تبدأ من السنة الأولى من التّعليم الثانوي)

في هذه السنة يخول للتلميذ اختيار إحدى المواد الاختيارية لدراستها وهي اللغات الألمانية والإيطالية والإسبانية والبرتغالية والتركية والروسية والصينية بالإضافة للرسم والموسيقى والمواد العلمية لتلاميذ شعبة الاداب وتحذف مادّة التربية المدنية وتحلّ مكانها مادّة الفلسفة.
- السنة الرابعة:

تعرف هذه المرحلة بالباكالوريا حيث يجتاز إجباريا كل التلاميذ البالغين هذه المرحلة المناظرة الوطنية التي تخولهم الالتحاق بالتعليم الجامعي.

## الإصلاحات

### 2007
- إضافة شعبة الرياضة

### 2011
- إدماج اللغة الإنجليزية في مواد السنة السادسة

### 2012
- إدراج اللغة التركية في المناهج المدرسية

### 2013
- حذف اللغة التركية من المناهج المدرسية (بسبب قلة دارسينها)

### 2016
- التحول من النظام الثلاثي إلى السداسي
- تغيير كتب ومناهج السنتين الأولى والثانية
- فرض قانون لإحداث المجلس الأعلى للتربية
- إضافة اختصاص جامعي جديد وهو علوم التربية

### 2017
- إدراج اللغة التركية في المناهج المدرسية
- تأسيس مناظرة تأليف الكتب
- جعل السنة التحضيرية إجبارية
- تطوير محتوى التربية الموسيقية للمرحلة الإعدادية

### 2018
- إدراج مادّة التربية المرورية في المناهج المدرسية
- إدراج اللغة البرتغالية في المناهج المدرسية
- تحجير جميع أنواع الأجهزة الالكترونية داخل مركز الامتحان في الامتحانات الوطنية
- التحول من نظام السداسي إلى الثلاثي
- إطلاق قناة على اليوتيوب خاصة بالمترشحين للبكالوريا
- توقيع إتفاقيّة مع المجلس البريطاني بتونس لبعث نوادي حوار بالمعاهد
- إلحاق مادة الإعلامية كمادة تدرس في السنة الأولى من التعليم الثانوي وتطوير محتواها في المدارس الإعدادية (scratch).
- إجبارية الترسيم عن بعد لتلاميذ المدارس الإعدادية والمعاهد الثاتوية والجامعات.

### 2019
- تحسين محتوى التربية التكنولوجية في المرحلة الإعدادية والسنة أولى من التعليم الثانوي وحذف فرض المراقبة وتعويضه بمشروع لكل تلميذ.
- تحسين محتوى الإعلامية في مرحلة التعليم الثانوي وإضافة الrobotique.
- تدريس اللغة الفرنسية من السنة الثانية من التعليم الابتدائي
- تدريس اللغة الإنجليزية من السنة الثالثة من التعليم الابتدائي
- حذف فروض المراقبة لالتربية التشكيلية للمرحلة الإعدادية
- إجبارية التسجيل عن بعد لتلاميذ السنة الأولى من التعليم الابتدائي.
- تعميم تدريس اللغة البرتغالية بعد أن تم تدريسه بمعهد واحد فقط في كامل الجمهورية
- تخصيص يوم السبت للانشطة الرياضية والثقافية بالنسبة للمرحلة الابتدائية.
- إمكانية التخصص بداية من السداسي الثاني في الجامعات

## وصلات خارجية
- موقع البوابة التربوية التونسية (وزارة التربية).
- موقع وزارة التعليم العالي في تونس